# ゴールボール女子日本代表

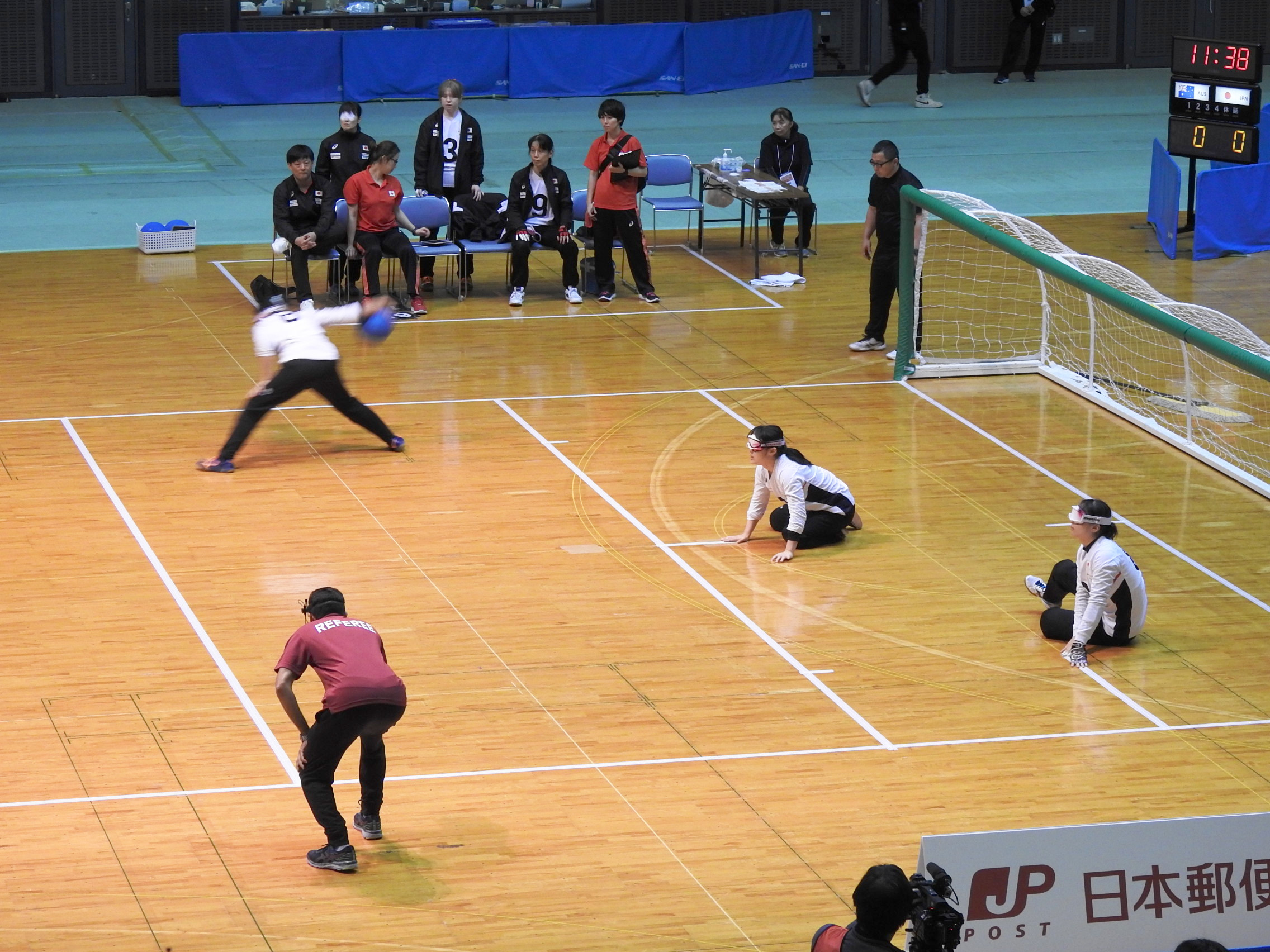
2019IBSAゴールボールアジアパシフィック選手権大会in千葉でのゴールボール女子日本代表

ゴールボール女子日本代表（ゴールボールじょしにほんだいひょう）は、日本ゴールボール協会による女子ゴールボールのナショナルチームである。IBSAゴールボール世界ランキング2位（2024年1月現在）。

## 概要
1999年、シドニーパラリンピックより五輪予選に参加。
2004年、アテネパラリンピックに初出場。銅メダルを獲得した。
2012年、ロンドンパラリンピックで金メダルを獲得した。日本がパラリンピックの団体競技で金メダルを獲得したのはこれが初めて。
2021年、東京パラリンピックで銅メダルを獲得した。
2022年、チームの愛称を公募により「オリオンJAPAN」（男女共通）に決定した。オリオン座の三つ星がコート上の選手を、残る星は支援する人々を連想させることが選考理由。

## 日本代表選手

### パリパラリンピック日本代表
- 天摩由貴
- 新井みなみ
- 安室早姫
- 萩原紀佳
- 高橋利恵子
- 小宮正江

### 過去の主な代表選手
- 安達阿記子
- 浦田理恵
- 欠端瑛子
- 中嶋茜
- 若杉遥

## 過去の成績

### パラリンピック
| 開催年 | 開催地           | 成績     | 日本代表（太字はキャプテン）                                     | ヘッドコーチ |
| ------ | ---------------- | -------- | ---------------------------------------------------------------- | ------------ |
| 2024   | パリ             |          | 天摩由貴、新井みなみ、安室早姫、萩原紀佳、高橋利恵子、小宮正江   | 辻美穂子     |
| 2021   | 東京             | 銅メダル | 天摩由貴、浦田理恵、欠端瑛子、高橋利恵子、萩原紀佳、若杉遥       | 市川喬一     |
| 2016   | リオデジャネイロ | 5位      | 浦田理恵、小宮正江、安達阿記子、欠端瑛子、若杉遥、天摩由貴       | 市川喬一     |
| 2012   | ロンドン         | 金メダル | 小宮正江、浦田理恵、安達阿記子、欠端瑛子、若杉遥、中嶋茜         | 江黒直樹     |
| 2008   | 北京             | 7位      | 直井由紀、小宮正江、加藤三重子、浦田理恵、安達阿記子、高田朋枝   | 池田貴       |
| 2004   | アテネ           | 銅メダル | 直井由香、直井由紀、浅井三重子、小宮正江、熊川恵利子、佐野まどか | 増田徹       |

### アジアパラ競技大会
- 2010年アジアパラ競技大会：2位（銀メダル）
- 2014年アジアパラ競技大会：3位（銅メダル）
- 2018年アジアパラ競技大会：1位（金メダル）
- 2022年アジアパラ競技大会：2位（銀メダル）

### その他
- ゴールボールアジアパシフィック選手権 - 最高成績優勝
- ジャパンパラゴールボール競技大会 - 最高成績優勝